# كولن غرينوود (عازف قيثارة)
كولن غرينوود (بالإنجليزية: Colin Greenwood)‏ هو عازف قيثارة وملحن بريطاني، ولد في 26 يونيو 1969 في أكسفورد في المملكة المتحدة.

## وصلات خارجية
- الموقع الرسمي
- كولن غرينوود على موقع IMDb (الإنجليزية)
- كولن غرينوود على موقع الموسوعة البريطانية (الإنجليزية)
- كولن غرينوود على موقع ميوزك برينز (الإنجليزية)
- كولن غرينوود على موقع رولينغ ستون (الإنجليزية)
- كولن غرينوود على موقع إن إن دي بي (الإنجليزية)
- كولن غرينوود على موقع أول ميوزيك (الإنجليزية)
- كولن غرينوود على موقع ديسكوغز (الإنجليزية)
- كولن غرينوود على موقع قاعدة بيانات الفيلم (الإنجليزية)